# 莱斯利·瓦利安特
莱斯利·加布里埃爾·瓦利安特（英語：Leslie Gabriel Valiant，1949年3月28日—），英国/美国计算机科学家。2010年图灵奖得主。

## 生平简历
1949年3月28日出生。曾在英国剑桥大学国王学院、伦敦帝国学院和华威大学接受教育。1974年获得英国华威大学计算机科学博士学位。1982年，成为美国哈佛大学教授，任教于哈佛大学工程和应用科学学院。
曾在卡内基梅隆大学、利兹大学、爱丁堡大学任教。

## 荣誉
- 1986年，奈望林纳奖。
- 1997年，高德纳奖。
- 2008年，EATCS獎（英语：European Association for Theoretical Computer Science#EATCS Award）。
- 2010年，图灵奖。